# HD 21749
HD 21749 (HIP 16069, 2MASS J03265922-6329569) — одиночна зоря, помаранчевий карлик у сузір'ї Сітка. Розташована на відстані 53 світлових років від Землі. Маса зорі становить 0,68 від маси Сонця, а радіус — 0,76 радіуса Сонця. Температура поверхні — 5778 K. Видима зоряна величина для спостерігача із Землі — 8,143.

## Екзопланети
У системі зорі HD 21749 відомо дві екзопланети. HD 21749b — підтверджена гаряча екзопланета розміром з Нептун та екзопланета HD 21749c розміром з Землю:
| Планета (по порядку віддалення від зорі) | Маса     | Радіус   | Велика піввісь (а.о.) | Орбітальний період (діб) | Нахил орбіти (°) | Ексцентриситет орбіти | Кіл-ть супутників |
| ---------------------------------------- | -------- | -------- | --------------------- | ------------------------ | ---------------- | --------------------- | ----------------- |
| b                                        | 23.20 M⊕ | 2.836 R⊕ | ?                     | 35.6077                  | ?                | ?                     | ?                 |
| c                                        | ? M⊕     | 0.892 R⊕ | ?                     | 7.8                      | ?                | ?                     | ?                 |